# 港澳車北上
香港/澳门机动车经港珠澳大桥珠海公路口岸入出内地，是中华人民共和国广东省对已批准和预约仅悬挂香港或澳门的车辆号牌的私家车，可以经港珠澳大桥珠海公路口岸入出广东省的计划，港澳自驾人士可通过此计划作短期商務、探親或旅遊，以進一步利用港珠澳大橋和促進粵港澳大灣區的發展。
该政策包括港车北上（英語：Northbound Travel for Hong Kong Vehicles）和澳车北上（葡萄牙語：Circulação de veículos de Macau na província de Guangdong），两政策又合称为两车北上。

## 背景与历史
一直以来，港澳居民要驾驶私家车进出广东省必须悬挂“粤Z”号牌，且设有投资纳税门槛。2019年，中华人民共和国国务院公布《粵港澳大灣區發展規劃綱要》后，粵港澳三地政府一直緊密合作，推出各項跨境交通措施，以期進一步善用港珠澳大桥，促進粵港澳三地的交流。在《2020年香港施政報告》中，行政長官林鄭月娥表示，粵港兩地政府正構思推出「港車北上」計劃，初步構思為香港私家車司機只要備齊文件，以及已申領內地車輛牌照、執照和保險後，毋須申請配額，就可以經港珠澳大橋進出自駕往返中國內地（只限廣東省）。而合資格者自駕入境後，每次可連續停留不超過30日，每年累計停留不超過180日。政府同時正積極研究將計劃延伸至香港和深圳之間的陸路口岸。而由於受2019新型冠狀病毒病疫情影響下，往返粵港兩地均需要進行隔離檢疫，令「港車北上」計畫未能順利推行。在《2021年香港施政報告》中，行政長官林鄭月娥表示，粵港兩地政府同意在疫情受控和免檢疫通關實施後再推行，而北上的私家車，屆時未必只限於車主駕駛，或可容許其同行家人駕駛車輛；假如計劃運行順暢又受歡迎，當局會計劃延伸至其他陸路口岸，初步構思的延伸口岸為香園圍口岸。
而澳门方面，早于2016年12月20日，澳门单牌车可通过取得配额直接进入横琴岛，最初设有额度限制，第一阶段的配额数量为400个。一直至2022年8月22日全面放开，取消配额总量限制。
2022年11月25日，国务院批准，自即日起在广东省暂时调整实施《中华人民共和国海关事务担保条例》、《中华人民共和国进出口关税条例》的有关规定，对符合条件的按照香港机动车经港珠澳大桥珠海公路口岸入出内地（“港车北上”）政策入出内地的香港机动车和按照澳门机动车经港珠澳大桥珠海公路口岸入出内地（“澳车北上”）政策入出内地的澳门机动车实行免担保政策。
2022年12月20日，广东省人民政府公布“港车北上”的最新进展，表示双方正在商定实施安排细节，并将根据粤港两地疫情防控要求等因素，争取2023年首季公布详细安排，并于年内实施。同日，广东省人民政府印发《广东省关于澳门机动车经港珠澳大桥珠海公路口岸入出内地的管理办法》，即“澳车北上”政策正式启动。当日14时起开始接受“澳车北上”申请。
2023年1月1日0时20分，一辆同时挂有澳港车牌的捷豹经港珠澳大桥珠海公路口岸入境珠海，成为“澳车北上”政策实施后入境珠海的首辆澳门单牌车。
2023年5月1日，香港特別行政區政府公布，粵、港政府同意於6月1日上午9時起接受合資格香港私家車申請“港車北上”。香港行政長官李家超表示感謝中央和廣東省政府支持，强调“推動和落實港車北上，為粵港之間的經貿和人文交流提供進一步發展動能”。同日，广东省人民政府印发《广东省关于香港机动车经港珠澳大桥珠海公路口岸入出内地的管理办法》。
2023年5月28日，香港特区政府运输及物流局局长林世雄表示，经特区政府与内地有关当局进一步商讨，内地指定的香港验车机构中国检验有限公司会为「港车北上」增设每日700个验车名额，同时延长服务时间至每晚8时，并增设周六日服务。

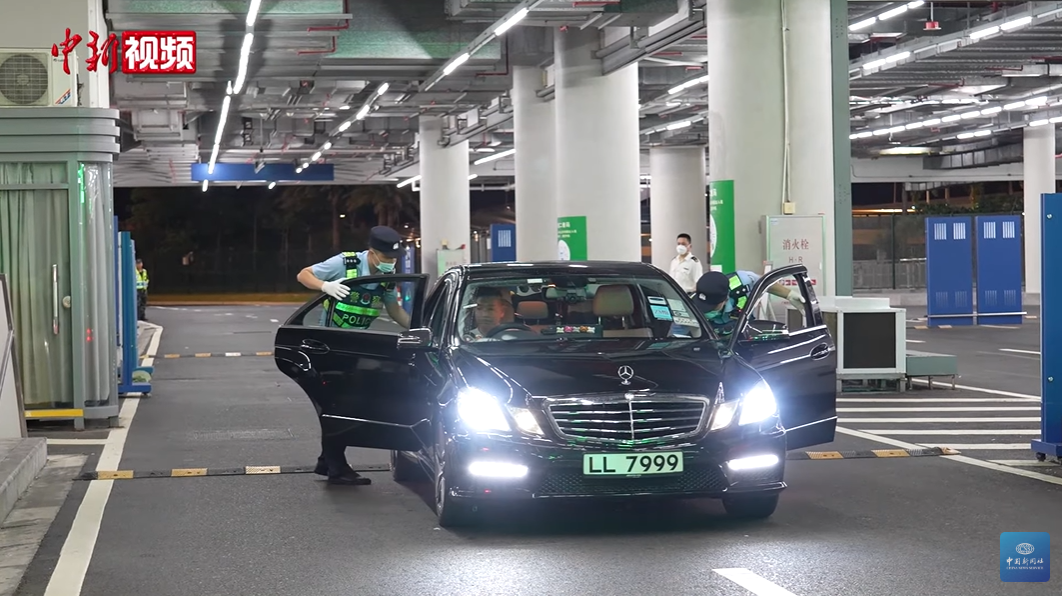
2023年7月1日零时，“港车北上”政策正式实施。当日凌晨，一辆车牌号为LL7999的香港私家车通过查验后驶入珠海，成为首辆进入广东的香港单牌车。

2023年6月1日起，香港私家车车主可以向珠海市公安机关交通管理部门申请临时入境机动车牌证；获得牌证的车主可以驾驶香港单牌车经港珠澳大桥珠海公路口岸驶入广东省。根据香港政府的新闻公报，“港车北上”计划推出初期将设置名额限制，名额将以电脑抽签方式分配。開放申請後首星期每個工作日接受200個申請，第二星期起每個工作日接受300個申請，及後會檢視申請情況，逐步提升接受申請數目。
2023年6月30日，珠海正方集团决定，正方集团全部自有停车场于2023年7月对港澳车辆全部实行免费停放；期间，港澳车辆可在拱北口岸C停车场、拱北联安优和汇停车场、城市客厅停车场等免费停车。
2023年7月1日起，港车北上正式实施，符合条件的香港机动车车主可驾车经港珠澳大桥珠海公路口岸驶入广东。当日0时9分，一辆车牌号为LL7999的香港私家车通过查验后驶入珠海，成为首辆进入广东的香港单牌车。而首辆港车北上的李车主接受采访，收到鲜花祝福。截至当日，香港已有超过1.64万人登记申请“港车北上”，已完成三轮抽签，约7700人中签可递交申请。同日上午，香港中国汽车会在亚洲国际博览馆举办“港车北上”启动典礼。香港特区政府运输及物流局局长林世雄表示，“港车北上”政策实施后，首个小时已有11辆车透过此政策入境广东。截至当日10时，共有40多辆车参加。
2024年9月1日，澳門交通事務局宣佈，開放港澳居民來往內地通行證（非中國籍）非中國籍人員之港澳車輛，可按照其對應的管理辦法申請臨時入境機動車牌證；其中，持回鄉證的非中國籍澳門居民可申請“澳車北上”。申請人須為澳門機動車所有人（即車主），且年滿18周歲並持有回鄉證的澳門居民，可為本人登記持有的1輛澳門機動車提出申請。

## 申请与通关

### 申请条件
根据《广东省关于澳门机动车经港珠澳大桥珠海公路口岸入出内地的管理办法》和《广东省关于香港机动车经港珠澳大桥珠海公路口岸入出内地管理办法》，年满18周岁并持有港澳居民来往内地通行证的港澳居民，可为本人登记持有的1辆香港或澳门机动车（机动车规格为车长小于6米且座位数不超过9座（含驾驶人座位））申请临时入境机动车牌证。每辆机动车最多可以备案2名驾驶人，驾驶人备案后不得变更。驾驶人须为年满18周岁的港澳居民，且持有内地机动车驾驶证，驾驶证准驾车型应当包括其申请的机动车类型。
申请临时入境机动车牌证的港澳机动车，除应当交验车辆外，还需提交以下文件：
1. 机动车所有人证件，包括香港居民身份证（港车北上）/澳门居民身份证（澳车北上）、港澳居民来往内地通行证
2. 机动车登记证明
3. 符合国家规定的机动车交通事故责任强制保险凭证，保险凭证有效期不少于临时入出内地期限
4. 驾驶人证件，包括香港居民身份证（港车北上）/澳门居民身份证（澳车北上）、港澳居民来往内地通行证，或者外国护照及有效签证（或者居留许可、永久居留身份证），或者其他国际旅行证件及有效签证（或者居留许可、永久居留身份证）等有效出入境证件、内地机动车驾驶证
5. 对于注册登记6年以上的机动车，还应当提交机动车安全技术检验合格证明。

在申请渠道方面，广东省依托数字政府一体化平台、大数据中心和统一的信息管理服务系统，港澳居民可通过此系统办理“港车北上”或“澳车北上”的所有手续。同时，临时入境牌证实现电子化，有效期与所购买的内地交强险有效期挂钩，最长不超过1年。另外，符合条件入境的港澳机动车实行“免担保”政策，车主无须向内地海关提供银行保函等形式担保。车主也可直接向港澳保险公司投保符合规定的“等效先认”保险，无须另行投保内地交强险。

#### 不予受理申请的情形
根据《广东省关于澳门机动车经港珠澳大桥珠海公路口岸入出内地的管理办法》和《广东省关于香港机动车经港珠澳大桥珠海公路口岸入出内地管理办法》，临时进入内地的港澳机动车所有人或者驾驶人有下列情形之一的，除依据法律法规及有关规定依法处理外，还将限制或不予受理其新的申请。
- 对于参与走私、偷渡，或者非法携带危害国家安全和社会秩序的货物或物品，或者非法携带国家禁止或限制进出境的货物或物品、驾驶机动车造成交通事故后逃逸，或者醉酒驾驶机动车，或者有其他违反道路交通安全法律法规的行为并被依法追究刑事责任的，终身不予受理新的申请。
- 对于转让、出租、出售临时入境机动车牌证或者违反规定转让、出租、出售临时进入内地的机动车，或者利用机动车从事非法营运的、临时进入内地的机动车无正当理由在内地连续停留时间超过30天，或者每年在内地累计停留时间超过180天的，2年内不予受理新的申请。
- 对于驾驶临时入境机动车牌证超过有效期的机动车，或者驾驶临时进入内地的机动车超出规定行驶范围的，1年内不予受理新的申请。
- 对于驾驶临时进入内地的机动车在内地发生道路交通违法行为或者交通事故尚未处理完毕的，在处理完毕前或者相关法律程序完结前不予受理新的申请。

### 通关与违法事故处理
港澳车主可以通过预约平台选择往来内地时间，在牌证有效期内港澳机动车经预约后可以经港珠澳大桥珠海公路口岸入出内地，每次入境后连续停留不得超过30天，每年累计停留不得超过180天。由于实现了临时入境牌证电子化，在牌证有效期内，港澳私家车预约后可以多次入出广东。另外，港澳单牌车在港珠澳大桥珠海公路口岸通关时，实施“一站式”验放模式，车辆只需一次停车即可完成海关、边检验放手续。
根据相关规定，每辆港澳私家车每月最多只可取消预约2次，否则可被限制预约。在“澳车北上”实施后的首月，有5辆汽车因违反预约规定被禁止预约，其中1辆车失约11次，被限制预约通关75天。对于“澳车北上”计划，每日可预约的申请名额为2,000个。
2023年10月1日起，澳车北上试行预约通关新安排，每月可最多3次通关预约出境澳门，当月每次通关预约已使用后才可以再次进行预约，已预约但没有通关记录，于翌日开始不接纳其当月预约出境澳门。
2025年9月1日起，“港车北上”计划下的车辆每周二、三可无需预约经港珠澳大桥珠海公路口岸前往广东省。
港澳单牌车在公安交管部门备案后，在广东省发生交通违法和轻微事故的，可通过“交管12123”手机客户端自助查询处理。

## 影响
2023年6月6日，珠海拱北海关对外发布消息称，“澳车北上”政策落地实施首月，澳门单牌车通关量达7800多辆次；当年5月，澳门单牌车单月通关量已超10万辆次。截至6月6日9时，港珠澳大桥海关已累计监管验放进出境澳门单牌车达31.09万辆次。澳门单牌车通关量占港珠澳大桥珠海公路口岸进出境客车通关总量的五成以上，高峰时段超七成。
2023年7月1日“港车北上”政策推行后，截至7月1日22时，通过港珠澳大桥珠海口岸通关的香港单牌车达153辆次；口岸出入境客货车日均通行量维持在8000辆次，单日最高验放量达9000辆。根据预测，港珠澳大桥珠海口岸入境车流高峰将出现在每天上午9时至12时，下午的5时到晚上8时，出境车流高峰将集中在晚上6时以后，周末高峰车流量是平时的1.3倍。预计当年暑假，口岸车辆日通关量将突破1万辆次。
2023年7月6日，香港运输及物流局局长林世雄表示，有超过1000人获发“港车北上”许可证准予进入广东。
2023年7月24日，珠海海关披露，截至7月24日16时35分，港珠澳大桥海关已累计监管验放进出境港澳单牌车突破50万辆次。
2024年3月24日，据港珠澳大桥边检站统计，截至当日4时，经港珠澳大桥珠海口岸通关的港澳单牌车突破200万辆次。其中，澳门单牌车日均通关量近4000辆次，香港单牌车日均超过3200辆次，已连续21次刷新最高纪录。已完成边检备案的港澳驾驶员超过10万人次，车辆超8万辆次。受惠于“两车北上”政策，2023年香洲区限额以上住宿业营业额增长57.2%，接待游客总人数增长227%，旅游收入增长396%。
截至2024年7月1日0时，港珠澳大桥海关累计监管验放实际进出境香港单牌车突破96.7万辆次。

## 相关问题

### 停车问题
据《星岛日报》报道，由于香港、澳门车牌的编排规则、尺寸、样式等与内地车牌存在较大差异，因此有澳门单牌车车主表示，在进入广东省部分停车场时无法识别澳门车牌，尤其是澳门的“M”字车牌会被识别成四川省代号的“川”字，甚或进出时侦测到不同车牌号码，导致系统显示没有车辆入场记录，只能等工作人员帮助。香港运输及物流局表示，已获悉广东省多个停车场的营办商开始优化升级停车场管理系统，让港澳车辆可以便捷使用。
2023年6月，深圳市启动经营性停车场系统改造升级，实现自动识别港澳车牌功能。截至6月25日，已有10个停车场约7000个停车位完成改造。对未实施系统改造的停车场，深圳交通部门要求停车场通过人工登记、扫码入场等方式，实现港澳单牌车辆进出及缴费。
珠海市方面，截至2023年6月，全市835个已备案的经营性停车场，具备自动识别港澳单牌车功能的有146个，其中政府投资运营公共停车场完成停车系统升级改造的有67个；交通场站对外开放的停车场共11个，有6个停车场完成港澳单牌车自动识别系统的改造工作，其余5个停车场分别计划在7-9月完成改造，改造前均已制定应急方案，可通过人工或扫码的方式支持港澳单牌车进出停车场。另外珠海部分A级旅游景区停车系统已具备自动识别港澳单牌车功能。

### 高峰期通关名额较少与通关不畅
自“澳车北上”实施后，每逢节假日，澳门单牌车通关名额基本处于约满的状态，甚至周一至周五亦出现申请较为紧张的情况。与此同时，参与「澳車北上」的澳门单牌车只能經港珠澳大橋口岸通关，而橫琴單牌車只能經橫琴口岸通关。
媒体认为，有關做法是要達到分流目的，避免對其他口岸造成通關壓力。在这一情形下，港珠澳大橋口岸每逢节假日出現大塞車，對「澳車北上」造成一定不便。而限定部分車輛在單一口岸通關的做法，在應對突發情況時可能會缺乏靈活性。同时根据《粵港澳大灣區發展規劃綱要》，當中要求進一步完善澳門單牌機動車便利進出橫琴的政策措施，研究擴大澳門單牌機動車在內地行駛範圍。
澳门立法議員梁孫旭、李良汪认为，“澳车北上”现时每日2000個名额是不满足出行需求的。梁孫旭表示要促請珠澳兩地政府，盡快進一步優化「澳車北上」出入境周邊路網，并表示澳门大部分市民對「澳車北上」持歡迎态度，方便澳门居民前往内地消費。他又提到，隨著内地与澳门駕照互認實施，愈來愈多澳門居民透過駕照互認獲得內地駕照，会有更多「澳車北上」申請的需求，因此每日2000個「澳車北上」名額明显不夠。他又说，澳门僅有1間跨境車輛指定驗車機構，因此建议政府制訂「1次驗車，3地互認」管理機制。李良汪认为，长远有增加需要“澳车北上”的申请名额，但社会亦须探讨包括会否影响交通、通关效率以及对部份行业的影响。他又称，当局亦须研究可否将横琴单牌车和“澳车北上”合并，容许1辆私家车同时申请2个计划。
至于“港車北上”，香港立法會議員陳健波表示，考虑到香港的人口比例，“港車北上”名额至少要提升至數千個。

### 交通拥堵问题
由于珠海是“澳车北上”和“港车北上”计划的入关城市，有市民担忧港澳车辆进入珠海，可能会令珠海交通变得更为拥堵。
有专家认为，短期看需要适当限制车流，长期看重点在于增加公共交通资源配置，增建立体交通系统、立体停车系统等，尤其是要提升交通智能化水平，做好潮汐拥堵预警。
另外根据数据资料显示，可享受“澳车北上”和“港车北上”政策福利的预计有45万名香港机动车车主和8万名澳门私家车车主，远低于珠海90多万辆和北京700多万辆的汽车保有量，且口岸日均放行车辆数仍偏低，因此珠海对新增车辆的承接力是足够的。
2023年初，隨着澳門恢復與中國大陸與香港正常通關，加上“澳車北上”實施，區內文通壓力大增，經常在周未及公眾假期出現擠塞。是同年4月5日即清明節當天，“澳車北上”二千個通關名額預約爆滿，是措施實施以來首次：自當天上午起，港珠澳大橋澳門邊檢大樓出現嚴重交通擠塞，龍尾幾乎接近友誼圓形地，有駕駛者直指該區道路規劃有問題，建議應推出措施分流“澳車北上”。部分澳門立法會議員指澳門政府有關部門未能回應居民對於優化新城A區交通的訴求，隨後運輸工務司及保安司作出回應，開展擴闊行車道工程、增加通關車道分流以及優化“澳車北上”預約系統等

### 通关名额遭黄牛代搶
由于“澳车北上”申请通关名额供不应求，网络上亦出现代搶、炒額的“黃牛”服务。澳门交通事務局对此表示，委托他人代為申請存在個人資料被洩露的風險，若以不正当的方式代为申请涉嫌刑事犯罪，一经发现将移交相关部门处理。
从7月6日起，「澳車北上」系统进行优化，对異常訪問的IP地址将自动禁用，並追溯至用戶賬號停用，以此解决「黃牛」倒卖问题。同時，預約系統新增輸入驗證碼，方可查閱預約日期。

## 衍生方案
2023年5月，香港運輸及物流局局長林世雄表示，“港车北上”是满足香港人前往广东省的需求，而广东省的市民也希望开车到香港，因此“粤车南下”相关课题亦正在研究。但由於香港面積相對較小，具體安排仍需仔細考量。2023年11月1日，林世雄表示，粤车南下预计会分两阶段落实，首阶段预计于2024年初推行，方案是待港珠澳人工岛的大型自动化停车场项目完工后，可供广东游客南下泊车。第二阶段是全面开放内地人员自驾来港。2025年7月2日，香港特区政府运输及物流局局长陈美宝宣布，“粤车南下”计划于2025年11月启动实施，初期每日设有100辆车的配额。

## 另見
- 香港空氣污染